# 3833 Calingasta
3833 Calingasta là một tiểu hành tinh vành đai chính thuộc hệ Mặt Trời. Được phát hiện năm 1971, nó có bán trục lớn 2.1960015 AU và độ lệch tâm 0.3883789, và độ dốc 11.99336°.